# Nozay (Loira Atlantica)
Nozay è un comune francese di 4 228 abitanti situato nel dipartimento della Loira Atlantica nella regione dei Paesi della Loira.

## Storia

### Simboli
Lo stemma è stato adottato con
delibera comunale dell'8 novembre 1971 in occasione della pubblicazione della prima raccolta degli stemmi ufficiali della Loira Atlantica realizzata dal Comité d'Héraldique Urbaine. Venne scelta l'arma della famiglia de Nozay ma in realtà, nonostante l'omonimia, i suoi membri furono signori di Villemort e Lyé nel Poitou ma non possedettero mai alcuna terra a Nozay. Il primo signore di Nozay fu Briant Le Boeuf, signore delle terre di Nozay, Issé e Fougeray nel XIII secolo che portava uno stemma di rosso, al bue passante d'oro, la coda passata tra le gambe, rialzata e biforcata emblema ripreso dai comuni di Issé e di Grand-Fougeray.

## Società

### Evoluzione demografica
Abitanti censiti